# Alexandra Kostěňuková
Alexandra Kostěňuková, rusky Александра Константиновна Костенюк (* 23. dubna 1984 Perm) je ruská šachistka. Od roku 2008 do roku 2010 byla 12. mistryní světa.
Šachy ji, stejně jako její sestru Oksanu, naučil hrát její otec. Už ve čtrnácti letech se stala mezinárodní velmistryní podle ženských norem (WGM), ve věku 20 let získala titul mezinárodního velmistra (GM).
Po řadě úspěchů v mládežnických kategoriích se brzy prosadila i mezi dospělými. V roce 2001 hrála finále mistrovství světa žen, ale prohrála tam s Číňankou Ču Čchen.
V roce 2004 vyhrála v Drážďanech mistrovství Evropy žen.
V roce 2008 se stala mistryní světa, když ve finále šampionátu v Nalčiku porazila čtrnáctiletou čínskou šachistku Chou I-fan 2,5:1,5. Vyhrála hned první partii černými figurami, ve zbylých třech uhájila remízu. Stala se první ruskou držitelkou titulu od rozpadu Sovětského svazu.
Od jeho vzniku v roce 2006 drží i titul mistryně světa ve Fischerových šachách.
Je vdaná za švýcarského podnikatele kolumbijského původu (o 25 let staršího) Diega Garcese a s ním má dceru Francescu Marii. Účinkovala ve filmu, působí jako fotomodelka, často se účastní humanitárních akcí. Je autorkou knih Jak se stát velmistryní ve 14 letech a Hrajte spolu s Alexandrou Kostěňukovou.

## Postoj k rusko-ukrajinské válce
V březnu 2022, po zahájení ruské invaze na Ukrajinu, Kostěňuková podepsala stejně jako dalších více než 40 předních ruských šachistů otevřený dopis ruskému prezidentovi Vladimiru Putinovi. Podepsaní šachisté ho v něm žádají o okamžité příměří a mírové řešení diplomatickou cestou. Situaci označili za „katastrofu“ a vyjádřili solidaritu s Ukrajinci.

## Šachové olympiády žen
| Rok  | Olympiáda | Místo           | Deska | ELO  | body/ partie | pořadí na šachovnici | pořadí družstvo |
| 1998 | 33.       | Elista          | 2.    | 2270 | 10/13        | 2.                   | 9.              |
| 2002 | 35.       | Bled            | 3.    | 2455 | 7/11         | 9.                   | 2.              |
| 2004 | 36.       | Calvià          | 1.    | 2508 | 7/11         | 19.                  | 3.              |
| 2006 | 37.       | Turín           | 1.    | 2540 | 6/10         | 29.                  | 2.              |
| 2008 | 38.       | Drážďany        | 1.    | 2525 | 4/8          | 18.                  | 4.              |
| 2010 | 39.       | Chanty-Mansijsk | 3.    | 2524 | 6,5/10       | 6.                   | 1.              |
| 2012 | 40.       | Istanbul        | 4.    | 2489 | 7/9          | 3.                   | 1.              |